# Pierina Dealessi
Pierina Dealessi (Turin, Italie, 1894 ― Buenos Aires, Argentine, 1983) était une actrice argentine d’origine italienne. Au cours de sa longue carrière, elle eut de nombreux rôles tant au théâtre qu’au cinéma et à la télévision.

## Biographie
Née en Italie, mais arrivée dès son plus jeune âge à Buenos Aires, Pierina Dealessi entra dans la carrière de comédienne en rejoignant la troupe du théâtre El Nacional, dirigé par Pascual Carcavallo, et celle du cirque des frères Podestá. Au terme de sa formation d’actrice chez Roberto Casaux, elle mit sur pied, en collaboration avec Carlos Morganti, sa propre compagnie théâtrale.
En 1930, elle se lança dans le cinéma en acceptant de jouer, aux côtés de Libertad Lamarque, un rôle dans le film muet Adiós Argentina de Mario Parpagnoli. Dans la suite de sa carrière, elle interpréta généralement des personnages comiques, et fut remarquée en particulier dans le film Mosquita muerta, encore qu’elle jouât également des rôles dramatiques, comme dans Fúlmine ou dans Mi hermano Esopo. Plus déterminante sans doute fut son apparition en 1961 dans El centroforward murió al amanecer de René Mugica. À signaler encore une participation spéciale dans No toquen a la nena, de Juan José Jusid en 1976.
Elle joua aux côtés de célébrités du spectacle, telles que Zully Moreno, Norma Aleandro, Luis Sandrini, Javier Portales, entre autres. 
Au théâtre,  elle forma avec Olinda Bozán et Pepita Muñoz un trio à succès, et se distingua en particulier dans Las alegres comadres del barrio. Poursuivant ensuite sa carrière théâtrale, elle joua notamment dans les pièces La gallina clueca, Jubilación en trámite, mais fera aussi, à partir de la décennie 1970, plusieurs incursions à la télévision, dans Me llaman Gorrión, Juana rebelle et Viernes de Pacheco. Son ultime apparition au cinéma aura lieu en 1978, dans le film El fantástico mundo de María Montiel de Jorge Zuhair Jury. 
Pierina Dealessi, qui fut l’amie intime d’Eva Duarte, vint siéger (en tant que secrétaire administrative) dans la premier comité directeur de l’Ateneo Cultural Eva Perón, institution créée à l’initiative d’Eva Perón et réunissant un groupe d’artistes, parmi lesquels figuraient alors Iris Marga, Virginia Luque, Fanny Navarro, Sabina Olmos, Silvana Roth, Rosita Contreras, Perla Mux, à côté de Pierina Dealessi.
Elle s’éteignit en 1983, à l’âge de 88 ans. Une rue du quartier portègne de Puerto Madero a été baptisée à son nom.

## Filmographie
- El fantástico mundo de la María Montiel (1978)
- No toquen a la nena (1976)
- El centroforward murió al amanecer (1961)
- El millonario (1955)
- Mi hermano Esopo (Historia de un Mateo) (1952)
- Me casé con una estrella (1951)
- El morocho del Abasto (La vida de Carlos Gardel) (1950)
- Fúlmine (1949)
- Pantalones cortos (1949)
- Don Bildigerno en Pago Milagro (1948)
- Mosquita muerta (1946)
- Una porteña optimista (1937)
- Puente Alsina (1935)
- El amanecer de una raza (1931)
- Adiós Argentina (1930)